# (1741) Giclas
(1741) Giclas es un asteroide que forma parte del cinturón de asteroides y fue descubierto el 26 de enero de 1960 por el equipo del Indiana Asteroid Program de la universidad de Indiana desde el observatorio Goethe Link de Brooklyn, Estados Unidos.

## Designación y nombre
Giclas recibió al principio la designación de 1960 BC.
Posteriormente se nombró en honor del astrónomo estadounidense Henry Lee Giclas (1910-2007).

## Características orbitales
Giclas orbita a una distancia media del Sol de 2,883 ua, pudiendo alejarse hasta 3,087 ua y acercarse hasta 2,679 ua. Su excentricidad es 0,07077 y la inclinación orbital 2,888°. Emplea 1788 días en completar una órbita alrededor del Sol.